# (207548) 2006 LZ
(207548) 2006 LZ (2006 LZ, 2003 WT60) — астероїд головного поясу, відкритий 4 червня 2006 року.
Тіссеранів параметр щодо Юпітера — 3,422.